# Bahnhof Mainz Römisches Theater
La gare de Mayence-Théâtre-Antique (en allemand Bahnhof Mainz Römisches Theater) est la gare ferroviaire deuxième plus de Mayence, au bord sud de la ville. Elle est une plaque tournante du transport dans la région du Rhin et du Main.

## Histoire
Mayence Théâtre Antique est le troisième nom de cette station. Le nom est dérivé de théâtre antique de Mayence voisiner. Pour le calendrier 2006/2007 en décembre 2006, il a été appelé Mainz Süd (Mayence Sud). Il a été ouvert comme gare de Mainz-Neuthor (Mayence porte neuve) du Rhein-Main-Bahn de Mayence, Darmstadt à Aschaffenbourg. Le train était mise en service entre Mayence et Darmstadt, capitale de Hesse-Darmstadt, sur 1er août 1858. En l'an 1862, lorsque le Südbrücke (pont sud) a été mis en service, ils ont pris un trajet pour traverser le Rhin. La ligne Mayence-Ludwigshafen (de) a été ajoutée plus tard.